# ボイス 110緊急指令室
『ボイス 110緊急指令室』（ボイス 110きんきゅうしれいしつ）は、2019年7月13日から9月21日まで日本テレビ「土曜ドラマ」で放送されたテレビドラマ。韓国のドラマ『Voice』が原作。警察署の緊急指令室を舞台に、愛する人を同じ暴漢によって失った刑事と女性ボイスプロファイラーが犯罪被害者からの110番通報に対して迅速に対応していく姿を描く。主演は唐沢寿明。
2021年7月10日から9月25日まで続編となる『ボイスII 110緊急指令室』（ボイス ツー 110きんきゅうしれいしつ）が放送されていた。唐沢が主演を務める連続ドラマでは初の続編作品となる。なお、本作品ではタイトルの「ボイス」にかけ、人気声優が毎話登場する。

## あらすじ
2019年。神奈川県警港東署の警察官・樋口彰吾は、妻を失って以来落ちぶれた生活を送っていた。そんな中、妻が死んだ事件に関与していたボイスプロファイラーの橘ひかりが立ち上げた新部署「ECU（Emergency Call Unit）」へと招集される。当初は反発する樋口だったが、ECUの意義、そして橘もまた未だに事件を引きずっていることを知り、共に協力して事件捜査にあたるようになる。

## キャスト

### 神奈川県警港東警察署
横浜市中区に所在する、現実世界の山手警察署にあたる警察署。外観の撮影はシーズン1では南本牧のTAA横浜で、シーズン2では 千葉県千葉市にある幕張国際研修センターで行われた。
樋口彰吾（ひぐち しょうご）〈48 → 50〉
演 - 唐沢寿明
本作品の主人公。強行犯係 班長→緊急指令室 ECU緊急出動班 班長。階級は警部補。昭和46年6月3日生まれ。
通称「ハマの狂犬」。直情的だが情に厚く、部下たちからも慕われているが、正体不明の暴漢によって妻を撲殺されたことがきっかけで身を持ち崩し、妻の死から3年後にはかつての部下からも落胆されるほどに落ちぶれる。そんな中、妻が殺害された事件で因縁のあるひかりの希望でECU緊急出動班の班長に就任するが、お互い家族を奪われた者同士打ち解け、共に事件の真相を追うようになる。
本郷ホールディングス代表の本郷雫が真犯人だと知り、港東警察署で邂逅した際には殺意を抱くも思い留まり、平凡な日常を生きることで苦しむよう吐き捨て、自らの手で逮捕し因縁を終わらせる。その後は一人息子・大樹の看病に専念するために一旦現場を離れたが、彼の退院直後に起こった一連の事件の黒幕「白塗り野郎」の正体・久遠を逮捕するため、焼殺された2代目班長・重藤に代わり現場復帰。神奈川医科大学病院で起きた警察官狙撃事件で透が殉職し、絶望に沈むが大樹が視聴していた動画で透が発した「大樹のパパは最強の男なんだ」の言葉で再起し改めて久遠を逮捕することを誓う。爆破テロ事件において横須賀フロントタワーの最上階で久遠と格闘し、逮捕することで爆弾の起爆を阻止するが、備品室に取り付けられた爆弾が作動して危機に瀕するも久遠に護られ、その最期を見届ける。
橘ひかり（たちばな ひかり）〈33 → 35〉
演 - 真木よう子
本作品のヒロイン。緊急指令室 室員→県警科捜研→緊急指令室 ECU室長。ボイスプロファイラー。階級は警部補→警視。昭和61年9月29日生まれ。
12歳の時に交通事故に遭い、2年間目が見えなくなったことをきっかけに微かな音を聞くことができる絶対聴感能力の持ち主。
「カチカチ野郎」に追われていた樋口の妻・未希の通報を受けたが、同僚・手塚の催促に已む無く従い折り返し発信（コールバック）したことが一因となって未希が撲殺されてしまい、自身は直後に「カチカチ野郎」を巡回中に発見した父・修二を撲殺される。この出来事への後悔から一旦指令室を離れ、科捜研時代に絶対聴感能力にさらに磨きをかけ、自ら志願して緊急指令室に戻りECUを新設させ、ボイスプロファイルの専門家となる。
樋口とは未希が殺害された事件で当初は衝突していたが後に和解し、真犯人である本郷を検挙し、因縁を終わらせた。
樋口がECUを離れた後に2代目班長として就任した重藤と恋仲になるも、「白塗りの男」が起こした一連の事件で彼を殺害されたことで悲しみに暮れるが、乗り越え捜査に当たる。久遠の死後は佐野に対する誘拐の罪で逮捕された重藤の面会に行っている。
石川透（いしかわ とおる）〈32 → 34歳没〉
演 - 増田貴久
強行犯係 刑事→緊急指令室 ECU緊急出動班 捜査員→生活安全課→緊急指令室 ECU緊急出動班 捜査員。階級は巡査部長。
樋口を「兄貴」と慕い続けている。そのため、樋口同様ひかりに対しては怒りと不信感を抱いている。樋口についていく形でECU緊急出動班 捜査員に配属する。
3年前に父・義和が起こした死亡事故現場で上杉の部下を死なせてしまったことで、2つの死亡事故で上杉に弱みを握られ、ひかりと雫が会話していた際の音声データを消去した。未希と修二を撲殺した真犯人を隠蔽していることに気づいたが後戻りできなくなり、警察の行動を真犯人の雫に内通するようになる。雫が港東警察署に事情聴取に訪れた時に初めて彼と対面し、彼の声を聞いた際に表情を強張らせてしまう。
警察の内通者と樋口に知られてからは考えを改め、「兄貴に借りを返す」とのメールを送って雫を拳銃で殺そうとしたが、殺すことに逡巡したことで隙が生じ監禁されてしまう。雫の暴行により意識不明の重体に陥ったが、入院先の港総合病院で雫の逮捕後に駆け付けた樋口の呼びかけに反応し、一命を取り留める。
その後は一連の件から辞職を考えていたものの、ひかりの慰留により思い留まる。復帰後は生活安全課勤務を経て、樋口の復帰を機に再びECUの捜査員として活動するが、白塗りの男と行動を共にしていた二ノ宮を射殺したことで精神疾患を発症し、度々目眩に襲われ事件の捜査に支障をきたしてしまう。
港の船舶格納庫で起きた拳銃発砲殺人事件の被疑者として指名手配されるが、ECUの尽力で無実が証明された直後に神奈川医科大学病院に隣接するあかつきビルの屋上から片桐に狙撃される。緊急処置を施されたものの危篤状態に陥り、樋口と橘が見守る中で死亡する。
沖原隆志〈48歳没〉
演 - 木村祐一（第1シリーズ VOL.01 - VOL.07）
強行犯係 係長。樋口と同期。階級は警部補。
署長の田所と共謀してECUを廃止しようとしたり、新田康介が殺害された現場から手錠の鍵をこっそり持ち出すなど、不穏な動きを見せている。
樋口が「イリュージュ」のホステス・明日香の写真を見せた途端、今まで上杉を守るために樋口たちの捜査を妨害していたことを自白する。後始末をつけるために「イリュージュ」に乗り込み、上杉を確保しようとしたところを背後から雫に襲撃された後、地下室に監禁されケトルベルで撲殺された。
田所賢一〈55〉
演 - 小市慢太郎（第1シリーズ）
署長。階級は警視正。
ECUの設立を許可し、3ヶ月後に存続か廃止かの可否を決定すると通達する。ECUを設立させたひかりに対して、3年前の事件の捜査を勝手に行った場合は即座に廃止すると勧告する。
「本郷ホールディングス」の会長・本郷辰夫とは自身が警察官になったころから接点があり、県警本部長の椅子と引き換えに辰夫と彼の息子である雫が関係する事件を処理するよう指示を受けている。
雫が殺人容疑で逮捕されたことをきっかけにして、本郷ホールディングスからの収賄容疑で横浜地検が捜査を始めることとなり、署長の職を降ろされた。
森下栞〈28〉
演 - 石橋菜津美（第1シリーズ VOL.02 - 10）
県警本部 教養課通訳センター センター員→緊急指令室 ECU室員。階級は巡査部長。
英語、中国語をはじめ5か国語を話せるマルチリンガル。
ひかりにスカウトされるもののECUへの異動には消極的だったが、妹の葵の拉致事件でECUと関わってから考えを改め、事件解決後はひかりに話を聞かせてくれるように頼みECUに加わる。
先にECUに加わった緒方にアプローチを掛けられているが、全く興味がない。
緒方拓海〈28 → 30〉
演 - 田村健太郎
臨海交番 警察官→緊急指令室 ECU室員 情報分析担当。階級は巡査部長。
冴えない人物に見えるが、MIAに留学しハッキングコンテストで優勝する腕前を持ち、「犯人のパンツの色まで丸裸にできる」と豪語するホワイトハッカー。
栞同様にECUへの異動には消極的であったが、こちらはひかりと落合によって半ば強引に押し切られた形でECUに加わる。緊急指令室では栞と香織（第2シリーズでは早紀と知里）にちょっかいを出して迷惑がられることが多い。
久遠と内通していた片桐のPCを自宅で解析し、ダークウェブ上のサイト「ETERNAL ROAD」にウイルスを感染させたところを突如侵入してきた片桐と久遠に襲撃され、右手の人差し指を切断される。入院先の病院で切断された指の縫合手術を行い、久遠の逮捕に貢献するためにECUに復帰する。
落合智明〈50〉
演 - 安井順平（第1シリーズ VOL.02 - 10、CALLBACK、LASTCALL）
県警科捜研→緊急指令室 ECU副室長。階級は警部。
ひかりが緊急指令室に不在の場合は、代わりに指揮を執る。
山城早紀（やましろ さき）
演 - 宮本茉由（第2シリーズ）
緊急指令室 ECU副室長。警察大学校 主席卒業。
警察大学校卒業後、配属された署でストーカー被害の相談があったが、日々の業務に追われ後回しにしてしまい、事件が起きたことが問題化した時に当時の署長である小野田に庇ってもらった。
ひかりが絶対聴感能力を用いて捜査を行うことに否定的である。
小野田から「石川巡査部長に会わなければいけない」と言われ、過去の恩義から断り切れず石川のGPSを調べ小野田に伝えたことで、服務規程違反をしたので自らをECUから外すことを要請するがひかりに引き止められる。
重藤雄二（しげふじ ゆうじ）〈40〉
演 - 増田昇太（s**t kingz）（第2シリーズ、LASTCALL）
緊急指令室 ECU緊急出動班 2代目班長。階級は警部補。昭和56年4月5日生まれ。母親が通孝の父親と再婚した際に妹・恵美と共に連れ子となるが、母親の死後に妹と共に家を出た。
息子の看病に専念するため現場を離れる樋口から後任として指名され、最初は断ろうとしたものの、彼が復帰するまでの期間を条件に就任。
ひかりと結婚を前提に交際している。既にプロポーズも済ませており、返事を待っている。
ひかりと共に横浜みなと市役所で発生した立てこもり事件を解決した後、突如現れた白塗りの男にエレベーター内で襲われ青葉食品センター跡地に監禁される。白塗りの男がECUへ電話した直後に身体を焼かれて瀕死の重傷を負うが、恵美の死因の情報を把握している久遠に治療され、恵美の死の真相を聞かされたことでかつての妹の交際相手・佐野への復讐を決意する。
みなと西区にあるLPSビルの地下二階駐車場で佐野を拉致し、真鶴渓谷のロッジで射殺しようとするが駆け付けた橘に逮捕され、その後は刑務所に収監される。
足達大輔 / 佐伯和典 / 島田康彦 / 香川俊太
演 - 遠藤雄弥 / 宮田佳典 / 福澤重文/ 松本博之
神奈川県警港東警察署 強行犯係（第1シリーズ）→神奈川県警港東警察署 ECU緊急出動班（第2シリーズ）。
星川香織
演 - 水原ゆき（第1シリーズ）
緊急指令室 ECU室員。
山崎宏昌
演 - 岸宗太郎（第1シリーズ）
緊急指令室 ECU室員。
小松知里（こまつ ちさと）
演 - 藤間爽子（第2シリーズ）
ECUの新人室員。階級は巡査部長。
元恋人である前薗俊哉からのDVに悩まされており、京極みなと弁護士事務所に相談に向かおうとした矢先、それを嗅ぎ付けた彼に妨害されてしまい大楠山にある別荘に連れ込まれるが、駆け付けた樋口と透によって救出される。
植松恵
演 - 早坂望美（第2シリーズ）
緊急指令室 ECU室員。
宮脇和馬
演 - 倉田大地（第2シリーズ）
緊急指令室 ECU室員。
 ???
演 - 長谷川たくや（第2シリーズ）
緊急指令室 ECU室員。
 ???
演 - 秋吉孝勇（第2シリーズ）
緊急指令室 ECU室員。
 ???
演 - 仙波恵理（第2シリーズ）
緊急指令室 ECU室員。

### 神奈川県警捜査一課
重藤通孝（しげふじ みちたか）
演 - 藤本隆宏（第2シリーズ）
神奈川県警捜査一課 課長。ECU緊急出動班 2代目班長の重藤雄二とは異母兄弟の間柄にある。樋口の同期。
急激に成長を遂げるECUを信頼しておらず、雄二がECUの班長になったことと樋口のワンマンぶりを快く思っていない。樋口がECUの班長に戻るために弟が殺害されたと思っており、樋口を憎悪している。
久遠と内通していた片桐に拳銃を突きつけられて人質にされ、隙を突いて逮捕しようとするも右大腿部を撃たれ負傷、救急搬送される。樋口による久遠への取り調べが開始されるころに退院し復帰、爆破テロ事件の捜査指揮権を樋口と橘に譲渡する。
片桐優斗〈27歳没〉
演 - 中川大輔（第2シリーズ）
神奈川県警捜査一課 捜査員。階級は巡査部長。
川村由紀子の叔母・松田綾子が経営していた塾の生徒・的場達也の息子。高校生のころに父・達也による母・雅恵への日常的な暴力が原因で両親が離婚し、父を恨んでいたが久遠が父を殺害したことがきっかけで接近した。
自身のPCのダークウェブ上のサイト「ETERNAL ROAD」で久遠が今まで起こした殺人事件を実況し、閲覧数を稼ぐことで久遠が事件で使用する爆弾の資金を提供していた。
神奈川医科大学病院における避難誘導の際に防犯カメラに映らなかったことで、あかつきビルの屋上から透を殺害した真の内通者であることを樋口に糾弾され逃走、通孝の右大腿部を銃撃して負傷させる。樋口と久遠の取り調べをネット上に配信し、港東警察署に侵入して久遠の県警本部への移送を阻止し、久遠の逃走を支援するために胴体に巻き付けていた爆弾を起動させ自殺する。
小野田則親（おのだ のりちか）〈56歳没〉
演 - 大河内浩（第2シリーズ VOL.01 - 07）
神奈川県警 本部長。階級は警視監。
松田綾子が経営する塾に通っていたが、39年前に同じ塾の男子生徒5人による由紀子への性的暴行を阻止できなかったことに罪悪感を感じていた。
樋口のECU緊急出動班 班長への復帰と越権行為をした石川のECU復帰を警察庁での決定事項だとしてそれ以上は取り合わなかった。
白塗りの男に襲われ、元町緑地の井戸に監禁された樋口が救助された後に突如として辞職願を出し行方不明となっていたが、港の波止場にいる透の前に現れ、自らが白塗りの男との内通者であることと家族に39年前の犯罪の事実を知らせないことを告げ、事前にすり替えられた透の拳銃で胸部を撃ち抜き自殺する。
峯田弘明
演 - 杉本凌士（第2シリーズ VOL.10）
神奈川県警 捜査一課係長。
本田慎也
演 - 久松信美（第2シリーズ VOL.10）
神奈川県警本部 刑事部長。

### その他
樋口未希〈45歳没〉
演 - 菊池桃子
樋口の妻。3年前、本郷雫にケトルベルで撲殺された。
生前は自立支援センター港東でソーシャルワーカーをしていて、「クローバーフレンズ」と繋がりがあった。
樋口が家にいない時の連絡は、ボイスレコーダーに録音して聞かせていた。
森下志津〈50〉
演 - YOU（第1シリーズ、LASTCALL）
樋口たちが行きつけの居酒屋「酔來軒」店主。栞と葵の叔母。
樋口大樹〈8 → 10〉
演 - 鳥越壮真
樋口彰吾の息子。
アメリカの病院で病を治療し、その後は回復し退院。ある日、彰吾と共に母・未希の墓参りに行った帰りに女性の悲鳴を聞き付け、彼が救助しに行くために一人でフロンティア港東マンションに帰宅している途中に何者かに誘拐されてしまう。3日後に本牧港のシンボルタワーで解放されるが、外傷性ショックにより意識を失い、神奈川医科大学病院に入院する。
数日後に意識を取り戻すが、誘拐されていた間に久遠が母・未希を解剖する映像を見せられた経験からPTSDを患う。誘拐されていた3日間の間に「母親の未希を殺したのは橘ひかり」と久遠によって刷り込まれており、ひかりを病院の階段から突き落とそうとするが彰吾によって阻止される。
久遠の死後にPTSDが完治し、元通りの状態に戻る。
橘修二〈60歳没〉
演 - 遠山俊也（第1シリーズ VOL.02 - 10）
ひかりの父。みなと交番勤務。殉職時の階級は警部補。
2016年7月30日の夜、未希が撲殺された現場周辺を偶然巡回していたことから、娘のひかりに通信して犯人と接触し逮捕しようとした。ひかりの反対を押し切って警官の宿命として犯人と向かい合ったが、返り討ちに遭い、ケトルベルで撲殺された。
ただし、警察に事件ではなく巡回中にトラックにはねられたことによる事故死として処理された。また、ひかりは修二が殺害される前後に犯人と電話越しに会話をしていたが、その一部始終が記録されている筈の音声データは消去されていた。
森下葵〈25〉
演 - 矢作穂香（第1シリーズ）
栞の妹。銀行の派遣社員。栞とは違って明るく奔放な性格。時々、叔母が店主の居酒屋で手伝いをしている。
立体駐車場で自身のリベンジポルノ映像を発見した後、田丸に拉致される。廃校になった朝日野中学校で新田にレイプ動画を配信されそうになったが、樋口たちが駆けつけたことにより、新田に抱えられて配信予定だった監禁場所から離れる。その後ロッカーに閉じ込められるものの、中学生時代に栞に元気づけられた歌を鼻歌交じりに歌い、ひかりがその歌の微かな音を聴き取り発見したことで、無事救出された。
新田康介〈25歳没〉
演 - 森永悠希（第1シリーズ VOL.03 - 05）
葵の恋人。中学校の教師。本名は笹部優人。
緒方がハッキングしたレイプ動画生配信サイトで連続レイプ犯の可能性が浮上する。ひかりと緒方との通話のやりとりを聞いて彼女を誘拐し、田丸と共に山奥に生き埋めにする行動を起こす。
ひかりを生き埋めにする前に彼女に修二の殺害事件について関与していることをほのめかし、逮捕され強行犯係の車両に乗り込む直前に、3年前に修二が殺害される現場を目撃したことや真犯人の顔を見たことを明かす。
14歳の時、自宅で母親が中学校の担任と不倫しているところを見つけ、自宅を放火して母親を焼死させた。中学校の担任が葵の父親の近藤和夫だったため、復讐のために彼女の恋人と装って近づき、今回の犯行に及んだ。
葵を監禁した現場は当時通っていて現在は廃校になった朝日野中学校で、彼女のレイプ動画を生配信しようとしたが、樋口たちが駆けつけたことにより、葵を抱えて配信予定だった監禁場所から離れる。その後数個の爆弾を爆破し逃げ切ろうとしたが、樋口に取り押さえられて現行犯逮捕される。
逮捕後は沖原たち強行犯係の車両に乗り、車内に手錠の鍵が落ちているのを見つけて腹痛を装い、ガソリンスタンドでトイレ休憩するフリをして逃走しようとした矢先、上杉に硫酸を飲まされ死亡した。
上杉渉〈48歳没〉
演 - 手塚とおる（青年期：寺西拓人）（第1シリーズ VOL.04 - 09）
雫の義兄で彼の影武者。人材派遣会社「クローバーフレンズ」 社長。新田に硫酸を飲ませて殺害した犯人。
生まれて間もなく両親が亡くなり児童養護施設で生活していたが、27年前の青年期から本郷家に育てられる。辰夫から雫を弟として面倒を見るように言われたが、雫に片足のアキレス腱を切断され金槌で顎の骨を砕かれた。
港東署警察官殺人事件の指名手配を受け逃走中に、樋口には第5号地区事件の情報について、石川には彼の殺害映像の入ったUSBメモリを返却することで、「ペンション五大湖」に招き入れようとしたが、彼らが来る前に裏切りと察した雫によってケトルベルで撲殺され外に投げ落とされる。
頭部の損傷が激しく、ひかりは他殺と判断したものの、最終的には警察上層部に自殺として処理された。
本郷辰夫〈70歳没〉
演 - 伊武雅刀（第1シリーズ VOL.06 - 10）
本郷ホールディングス 会長。雫の父。政財界やメディアの有力者が集まった「本湊会」の発起人。
5年後、港東地区にカジノを含む統合型リゾート施設を作り上げる計画で動いている。
雫が関係した事件を、港東警察署の署長である田所に圧力を掛けたりして隠蔽しているが、その一方で、雫の猟奇的な性格に強い恐怖を抱いており、雫の留守中に彼の自宅を訪ねた時に、雫が殺人に使用したケトルベルのコレクションを目の当たりにした際には、思わず腰を抜かす。
強行犯係の刑事たちに雫の殺人幇助で任意同行を求められる前に失踪し行方をくらませたが、雫が移送されている病院に現れ彼を刺殺し自身も割腹自殺を図った。
本郷雫〈38歳没〉
演 - 伊勢谷友介（少年期：川﨑皇輝）（第1シリーズ VOL.06 - 10）
本郷ホールディングス 代表。アメリカの名門大学でMBAを取得している。
3年前に未希と修二をケトルベルで撲殺した真犯人。快楽を得るためだけに、なり振り構わず殺人を犯す傾向に至ったのは、27年前に別荘の地下室で辰夫が相馬を刺殺した光景を目撃したのがきっかけである。
自宅には未希や修二を含めた大勢の人たちを殺害する時に使ったケトルベルを血痕が付着したままガラスケースに飾っており、被害者の名前が書かれたプレートを付けている。
顎を鳴らしながら話す癖を持っている。また、猟奇的かつ残忍な性格で、義兄である上杉に対しても、27年前に片足のアキレス腱を切断したり金槌で顎の骨を砕いたりするなどの凶行で心身共に痛めつけていた。
次の殺害ターゲットを樋口とひかりに定めており、事情聴取で港東署に訪れた時に彼らと対面し、挑発して会話を楽しんだ。
石川を監禁した別荘で一度は逮捕されるが病院で逃亡し、その後は港東警察署に現れひかりを拉致するが、樋口に逮捕される。
逮捕後は警察署に移送される途中で辰夫に刺殺された。
川村由紀子〈52歳没〉
演 - 智順（第2シリーズ VOL.05 - 10）
久遠京介（川村琢磨）の母。有名な舞踊家の家元の娘。
39年前、当時17歳の時に松田綾子が経営する塾に通っていた男子生徒5人から廃墟内で性的暴行を受けたことで久遠を妊娠した。塗炭の苦しみを受けてもなお「生まれてくる子に罪はない」と周囲の反対を押し切って出産することを決意した。当初は幸せな生活を送っていたが由紀子の母・智子の死後に久遠の出生について噂が流れると伝統ある家元に相応しくないと実家を追い出された。それからは幼い久遠の身体に煙草の火を押し付けるなどの虐待をするようになった。
25年前、賭博事件の張り込みをしていた際に虐待の現場を目撃した樋口によって逮捕された。そのことが原因で自殺未遂を幾度も繰り返し、心を病み精神病院に入院した。その後、発症していた多発性脳梗塞が重症化し寝たきりの状態になると、息子の久遠が自宅療養を希望して引き取り治療していた。暫くして他界したが、久遠が遺体衛生保全処理を施してベッドの上に遺体を保存していた。
久遠京介（くおん きょうすけ）〈38歳没〉
演 - 安藤政信（幼少期：後藤りゅうと、少年期：高村佳偉人）（第2シリーズ VOL.05 - 10）
神奈川医科大学病院 准教授。桐央大学医学部卒業。解剖医として非常に優秀で、ベルリンのレーヴェン大学から客員教授の誘いを受けている。樋口の妻・未希の解剖を担当していた。
警察官監禁事件や児童拉致事件など連続して起こる一連の事件の真犯人で、人間が悪に落ちる姿を見て快楽を得る傾向に至ったのは39年前の母・由紀子への性的暴行事件がきっかけである。
マンション「カナリヤ港東」の403号室のベッドに遺体衛生保全処理を施した由紀子の遺体を保存している。白粉を塗り、殺害する際に「スマイル」と呟いて焼き印を刻印し、人間の邪悪な感情を表現した舞を踊る。身体中には過去に由紀子に煙草の火を押し付けられた痕が残っており、右肩には火傷の痕が残っている。
樋口を自分の中の怪物を育てた「真の父親」だとして憎しみに囚われないその姿に羨望や嫉妬の感情を向けている。
自らの物語を多くの人に知らせるために港東警察署に出頭し、樋口に自らを殺させるように挑発するも阻止され、片桐の自殺と同時に裏のテラスから逃走する。横須賀フロントタワーに108個の爆弾を仕掛け、最上階の共有スペースで樋口と格闘した末に緊急出動班に逮捕されるも備品室に取り付けた爆弾の爆発から樋口を護り、死亡する。

### ゲスト

#### 第1シリーズ
VOL.01・02
手塚稔
演 - 大塚ヒロタ
3年前に神奈川県警港東警察署に所属していた緊急指令室室員。
未希のSOSをひかりに代わって対応し、未希が殺人犯に発見されないように通話を切った際にひかりにコールバックするように命じ、未希が撲殺された際にひかりに責任を擦り付けた。
相良卓也〈43歳没〉
演 - 平原テツ（VOL.03）
第5号地区事件の被疑者。
「犯人の声が相良と異なっていた」というひかりの証言により裁判が長期化した末、保釈中に逃亡し行方不明となる。
後にビルの屋上から転落死した遺体となって発見されるが、実際は雫によってケトルベルで撲殺されていた。遺体発見現場から遺書が発見されたことや、「相良が転落した瞬間を目撃した」と証言する証人が居たことから、警察上層部から自殺として処理された。
遺体には転落死とは別の原因によって出来た傷痕があり司法解剖の要請もあったが、警察上層部からの圧力で拒否される。
荻原夏美〈19〉
演 - 吉川愛
川島に誘拐され、ECUへの最初の110番通報をする女子大生。
川島にハンマーで殺害されそうになった時に樋口が港商店街跡地の「アクアショップ」に駆け付け、無事救出される。
川島武雄〈40〉
演 - 般若
夏美を誘拐した犯人。
夏美のスマホから聞こえる音声から大型ハンマーを持っているのをひかりが聞き取ったことで、横浜女子大生連続殺人事件の被疑者と同一人物と判別される。
夏美を殺害しようとした時に樋口が誘拐現場に駆け付け、現行犯逮捕される。
VOL.03
大森茂之〈29歳没〉
演 - 森廉
かつての葵の交際相手。
葵にDVを行ったことで、彼女を誘拐した犯人と疑われるが、車内で練炭自殺と見せかけた他殺体で発見された。
野沢
演 - 池田一真（しずる）
かつて樋口に逮捕されたタクシー運転手。樋口からは「コソドロ」と呼ばれる。
樋口に葵を誘拐した犯人が向かったと思われる抜け道を教える。
田丸
演 - 後藤剛範（VOL.04）
新田と行動を共にするガタイのいい男性。不安があると貧乏ゆすりする癖を持つ。
新田の指示によって葵を誘拐する。警察に正体が知られたことで新田に逃亡しようと提案したが、彼に射殺された。
VOL.04
小牧
演 - 大地洋輔（ダイノジ）
樋口の依頼で新田の無線を盗聴する男性。樋口からは「カベミミ」と呼ばれる。
VOL.05
一ノ瀬歩〈6〉
演 - 正垣湊都
令和元年7月4日に一ノ瀬家に養子縁組された少年。そのため名字を把握していない。
同じく養子縁組になった姉・麗華と兄・涼介が海水浴で行方不明となったため、海水浴に連れて行こうとする奈央に抵抗したところを彼女に包丁で腹部を刺される。その後、奈央のスマホを持ち出し洗濯機の中に隠れてECUへ110番通報する。
その後、荒木がやってきて503号室に監禁されるものの、樋口の指示で動いた石川に保護され一命を取り留める。
一ノ瀬奈央〈35〉
演 - ソニン
港中央団地G棟502号室の住民。歩の養母。
養父の荒木信二に虐待を受けていた影響で、日常的に歩を虐待している。
荒木信二〈58〉
演 - 諏訪太朗
港中央団地の管理人。一ノ瀬奈央の養父。
一ノ瀬宅の502号室に樋口たちが到着する前に、隣の空き部屋の503号室に歩を連れ出して監禁する。
樋口に筋弛緩剤入りの麦茶を飲ませて機械室に案内し、弱った時に薬剤を注射して殺害する計画だったが、未遂に終わり逮捕される。
鈴本友恵〈38〉
演 - 宮田ともか
港中央団地A棟303号室の住民。最初に児童虐待を疑われた主婦。
鈴本康太〈8〉
演 - 齋藤潤
鈴本友恵の息子。
一ノ瀬悟〈39歳没〉
演 - 山本佳志
奈央の夫で、歩の養父。元町にあるイタリアンレストランのシェフ。
1ヶ月前から失踪していたが、荒木に殺害された。
瀬戸
演 - 水澤紳吾（VOL.06、第2シリーズ VOL.04）
樋口に新田殺害の犯人の情報を依頼された情報屋。樋口からは「ハヤミミ」と呼ばれる。
上杉に脅されて彼の部下たちが待ち受けている現場に樋口を誘き寄せ監禁させたが、自身も監禁される。その後、脱出した樋口に救出される。
樋口を騙したことで今後は会ってくれないのではと心配するが、引き続き彼に依頼され情報を提供している。
その後は「週刊イースト」の記者になっている。樋口に依頼され、「前薗社長から杉原管理官に対し、これまでの事件の揉み消しの見返りに金銭の不正授受があった」という情報をマスコミに流す。
VOL.06
下山
演 - 三溝浩二（VOL.07・08）
人材派遣会社「クローバーフレンズ」 社員。
指名手配中の上杉を逃がすために自らおとりになって逮捕され、取り調べを受けている。
赤松
演 - 奥田洋平（VOL.07 - 10）
本郷ホールディングス 会長秘書。
沖原楓
演 - 平澤瑠菜
沖原の娘。アメリカに音楽留学している。
佐紀
演 - 安藤聖（VOL.07）
会員制高級クラブ「イリュージュ」のママ。
明日香
演 - 白山瑠衣
会員制高級クラブ「イリュージュ」のホステス。本名は佐々木綾。
沖原の美人局。
長坂武司
演 - 敬太（VOL.07）
病院で樋口の息子・大樹を襲った男。
西町交番警察官 川上
演 - 小山田織音
石川と共に長坂を追う。
VOL.07
高木道夫〈55〉
演 - 芹澤興人
「クローバーフレンズ」紹介の派遣先「DM建設」の土木作業員。娘（演 - 見上愛）がいる。
元々は失業者だったが、社会復帰支援枠にて採用された。情緒不安定になることがある。
VOL.08
滝沢浩一郎
演 - 村杉蝉之介（VOL.10）
横浜地方検察庁特捜部 検事正。
辰夫の指示で女子大学生連続殺人事件で樋口が行った被疑者への暴行行為に謹慎処分を下すが、石川に樋口の謹慎は不当との署名書を突き付けられてしまう。
鳥山加奈
演 - 矢崎由紗（VOL.09）
ガス漏れによる崩落事故が起きた本郷ホールディングスが関わっているトンネル工事の現場監督・鳥山敦の娘。
VOL.09
鳥山敦〈47〉
演 - 土井よしお
本郷ホールディングスが関わっている元町トンネル工事の現場監督。ガス漏れによる崩落事故に巻き込まれ、樋口たちによって最後に救助される。
いずれ崩落事故が起こることを察し、本郷ホールディングスにトンネル工事の中止を訴えたが拒否されたことをマスコミに公表する。
石川義和
演 - 斉藤暁
石川の父。かつて本郷ホールディングス下請けの「みなと第一工業」の作業員をしていた。現在は退職し、入院している。
3年前、クレーン操作中に居眠りをして廃材を落とし、作業員を死なせてしまう。
本郷千尋〈35歳没〉
演 - 河井青葉
本郷辰夫の妻。雫の母。
27年前、別荘で夫の辰夫が相馬を刺殺した翌日に、自宅で縊死した。
相馬孝彦〈41歳没〉
演 - 金子清文
磯丸建設 社長。
27年前、本郷家の別荘で辰夫に暴行された末に刺殺されるが、警察には水死体で発見され事故として処理された。
VOL.10
児島浩紀〈55〉
演 - 河屋秀俊
湊労災病院院長。循環器内科専門。
本郷ホールディングスから大学の入学奨学金と留学奨学金を受け取る。
辰夫の指示により、病院内で雫が服毒自殺し安置室に運ぶように見せかけて、彼を逃亡させる手助けをする。
石田大輔
演 - おかやまはじめ（CALLBACK）
田所に代わって就任した神奈川県警港東警察署署長。階級は警視。
暫定運用していたECUを正式運用させる。
三沢一馬
演 - 柾木玲弥
街中で辰夫が雫を刺殺した動画をスマホで見て高潮し、女性拉致を実行する。

#### ボイスII 110緊急指令室
VOL.01
刈谷俊一〈56歳没〉
演 - 高川裕也（VOL.04・05、10回想）
市議会議員。松田綾子が経営していた塾の生徒で、39年前に久遠の母・川村由紀子に性的暴行を加えた。久遠の「生物学上の父親」。
横浜みなと市役所の立てこもり事件が起こる数日前、横須賀市で久遠に39年前の由紀子への性的暴行を詰問され逃走するが、焼き印を胸部に刻印された後にかつて由紀子が自殺未遂を繰り返した際に使用したカッターナイフを飲み込まされて殺害され、白城山の第二登山道に埋められた。
堀部康太〈45〉
演 - 山田百次（VOL.02）
生活保護の申請を却下されたことで逆上し、市長からの謝罪を要求するため、横浜みなと市役所にて自らに爆弾を巻き付け、妊婦を人質とする立てこもり事件を起こす。薬物の前科がある。
その後の取り調べで、爆弾は白塗りの男から贈られた物であることを供述する。
妊婦
演 - あいだあい
横浜みなと市役所立てこもり事件で人質となる。橘らにより救出される。
二ノ宮純名（にのみや じゅんな）〈30歳没〉
演 - 片山友希（VOL.02、VOL.03・04回想）
女性暴行事件の被害者。暴漢に襲われていたところを樋口に救助されたが、白塗りの男と共犯の関係であった。
樋口の息子・大樹を白塗りの男と共に誘拐するが石川に追い詰められ、爆弾を巻き付け付近に居た保育園児らを巻き込もうとするが射殺される。
農家の男性
演 - 関智一
重藤雄二の監禁現場に向かう樋口と透から話を聞かれ、場所の手がかりを教える。
VOL.02
武井光代〈45〉
演 - 長尾純子（VOL.03）
良彦の妻。薫と優太の母親。
薫が誘拐されたことと夫が包丁を所持して塚田のマンションに押しかけたことをECUに通報する。
武井良彦
演 - 坂田聡（VOL.03）
光代の夫。薫の父親。
娘が塚田に誘拐されたと思い込み激怒し、包丁を所持して塚田のマンションに押しかけ、一時は塚田を人質にするが駆け付けた樋口に諭され、港東警察署に連行される。
武井薫〈16〉
演 - 花岡すみれ（VOL.03）（幼少期：山本久々璃）
良彦と光子の娘。自身に強制わいせつを行った塚田巧一朗が出所したことを知り、恐怖からECUに虚偽の通報を行う。後に優太が誘拐された際に、ピエロの指が蛇がまとわり付いているような感触で塚田と分かり、逮捕に貢献した。
武井優太〈7〉
演 - 森島律斗（VOL.03）
薫の弟。ピエロ姿に変装した塚田に鼓公園の近くにあるセメント廃工場に誘拐されてしまうが、樋口と透の声でビートルナイトの変身ベルトを鳴らし、橘がその音を聴き取り、それを聞いて監禁場所を発見した樋口と透によって救出される。
塚田巧一朗〈35歳没〉
演 - 中山求一郎（VOL.03）
7年前に当時9歳の武井薫に対する強制わいせつの罪により刑務所に入るが、3か月前に釈放されていた。
小さい子供を標的に犯行を繰り返す小児性犯罪者であり、ピエロ姿に変装し薫の弟・優太を誘拐する。子供のような口調で話すことがある。大人の女性が苦手と思わしき言動をしていた。
取り調べの際に白塗りの男と関係があることが判明し、それを知った樋口によって釈放を告げられるが取引をする。しかし、捜査一課の重藤と片桐によって大会議室に拘束され、独りにされた隙を突いた白塗りの男に毒殺される。
村田智子（むらた ともこ）
演 - 古賀葵（VOL.03）
出所者などの社会復帰の支援を行う団体「ささふね」の職員。
VOL.03
ビートルナイトの変身ベルトの声
声 - 松岡禎丞
優太が身に着けていた作中の特撮ヒーロー「ビートルナイト」のベルトの玩具の音声。拉致された優太が助けを求めるため、樋口に促されこのベルトの音声を利用した。
宮崎久子
演 - 宍戸美和公（VOL.04回想、VOL.06・07）
「かぐや薬局」の薬剤師。石川が処方箋がない状態でこっそり薬を貰っている。
前薗俊哉（まえぞの としや）〈30〉
演 - 大野瑞生（VOL.04）
父が代表を務めている前薗グループの関連会社・前薗建設 取締役代表兼社長。
知里の元恋人で、自らを一方的に婚約者と名乗っている。彼女が京極みなと弁護士事務所にDVの被害相談に向かい、電話で助けを求めたことに逆上して暴行を加え大楠山の自らの別荘に連れ込むが、奥井由香・藤井綾乃に襲撃され瀕死の重傷を負う。大楠病院に搬送されるも、病室でかつて自殺に追い込んだ上野舞の母親・早苗に薬物を混入され危篤状態に陥るが容体が安定する。
VOL.04
奥井由香〈28〉
演 - 堀未央奈
前薗の元交際相手。元客室乗務員。過去に前薗からDV被害を受けており、左足が不自由になっている。同様の被害にあった藤井綾乃、上野舞の母親・早苗と共に前薗を殺害しようと企てる。
前薗の腹部をナイフで刺して瀕死の重傷を負わせた後、前薗の車で逃亡するが樋口たちに発見され、逮捕される。取り調べでは早苗の存在を隠し前園への復讐を成し遂げようとするも、ECUの捜査で見抜かれ失敗に終わる。
藤井綾乃〈27歳没〉
演 - 二宮郁
前薗の元交際相手。元ホテルのフロントクラーク。前薗のDVで左目を失明し左耳も聴力を失っている。
奥井と共に前薗を殺害しようとするが、前薗の腹部をナイフで刺した後に自らも腹部をアイスピックで刺され、由香と共に現場から逃走するも出血性ショックで意識を失い倒れていたところを緊急出動班に確保され、病院に搬送されるも処置中に死亡する。
上野早苗〈45〉
演 - 街田しおん
元看護師。舞の母。娘が前薗からDV被害を受けて自殺を図ったことから、復讐のために奥井・藤井と共に前薗を殺害する計画に参加する。
大楠病院に搬送された前薗の病室に侵入し、前薗の点滴に薬物を混入させ殺害しようとするが、樋口たちによって失敗に終わり、屋上から飛び降りようとするが、駆け付けた樋口と知里に諭され逮捕される。
上野舞〈22歳没〉
演 - 元松あかね
早苗の娘。前薗のDV暴力の被害者で、自宅の浴室で自殺を図り死亡した。
警察官
演 - 榎木淳弥
前薗の病室の警備担当。
医師
演 - 瀬川亮（VOL.05・06）
大樹のPTSDを絵画療法で治療している。
VOL.05
志村弘毅（しむら ひろき）〈32歳没〉
演 - 山根和馬
樋口がマル暴に所属していたころの同僚刑事。殉職時の階級は巡査。
樋口が麻薬犯罪捜査で麻薬密売組織の情報屋・秋葉敬三を不正に得た金銭で買収し、麻薬密売組織を壊滅させようとしていることに気付いていたが、平成15年8月29日に秋葉を追跡して倉庫街に追い詰めた時に刺され、秋葉が自殺を図った時に撒いたガソリンによる火災に巻き込まれて殉職した。
実際は秋葉から不正に金銭を受け取っていたのは志村で、幼い息子の心臓移植手術を不正に得た金銭で行っていたため、その罪悪感から倉庫での殉職を望んでいた。
秋葉敬三〈55〉
演 - 藤原シンユウ
かつて樋口がマル暴に所属していたころに志村と共に追跡していた麻薬密売組織の情報屋。倉庫にガソリンを撒いて自殺を図るが、樋口に救助される。
逮捕された8年後に仮出所するが、再び覚醒剤に手を出して無差別殺人事件を起こし、3人を殺害する。
秋葉雅也〈28歳没〉
演 - 梶裕貴
かつて樋口が救助した麻薬密売組織の情報屋・秋葉敬三の息子。白塗りの男に襲われ井戸に落とされた樋口に警察官として犯してきた罪の懺悔を迫り、「過去の罪を認めなければさらなる犠牲者が出る」と脅迫する。
父が仮出所後に起こした無差別殺人事件で加害者家族となり、父を救助した樋口を逆恨みしていた。潜伏していた横浜ハーバースクエアの広場を緊急出動班に包囲され、爆弾を起動させて自殺する。
VOL.06
須藤美由紀
演 - 日髙のり子（VOL.07）
久遠が住むマンション「カナリヤ港東」の自治会長。入居者であるにもかかわらず自治会の集会への参加を無視し、大音量でオーディオ機器を鳴らす久遠とその母親の愚痴を他の住民に零していた。久遠本人にもマンション内で顔を合わせる度に文句を言い続けていたことで疎まれており、彼が警察に捕捉されマンションから逃亡する直前、回覧板を持って来訪したところを舌に焼き印を押されて殺害される。
成瀬友則〈25〉
演 - 松岡広大
「成瀬チャンネルのXfile」動画配信者。かつてアイドルグループ「Black TriggerS*」に所属していたが半年前に違法薬物使用の疑いで芸能事務所との契約を解除され、動画配信を始めた。
本牧にある廃墟で動画を配信中に何者かに襲われ、左腕を噛まれる。
喫茶店で働いていた碧に「モデルにならないか」と騙して拉致し、ドラッグを注射してゾンビを演じさせた。山野台にある動物霊苑火葬場でさらなる人気を得るために碧を焼殺しようとするも、自身もドラッグの服用で幻覚症状を発症しており、幻覚と格闘しているところを樋口に逮捕される。
平山洋介
演 - 嶺豪一
「成瀬チャンネルのXfile」カメラマン。本牧の廃墟を撮影中に何者かに襲われ、首を噛まれる。
内山碧〈18歳没〉
演 - 花田優里音
高校生。両親が他界し、叔母の家で暮らしていたが迷惑を掛けたくないという理由で家出しており捜索願が出されていた。
喫茶店でウェイトレスとして働いていたところを成瀬に声をかけられ、本牧の廃墟に拉致されて薬物を注射されたことで急性麻薬中毒で錯乱状態に陥る。山野台の動物霊苑火葬場で焼殺されようとしていたところを透に救出され、蘇生処置を施されるも死亡が確認される。
VOL.07
福田吉弘
演 - 福澤朗（VOL.08）
神奈川医科大学病院 法医学教授。久遠の上司にあたる。
重藤恵美の遺体の解剖を担当したことになっているが、実は解剖実績を改竄して報告しており、恵美の解剖も実際には行っておらず虚偽の報告書を提出していた。
ラーメン屋の店員
演 - 坂東駿
石川が近くで銃声を聞いていないか尋ねたラーメン屋の店員。その後、足達・佐伯から事情聴取を受ける。
工藤
演 - 山口勝平
ビジネスホテル「ホテル24」フロント。
VOL.08
佐野雅弘〈35〉
演 - 小林竜樹
重藤恵美の元交際相手。現在は日弁連会長・大崎達夫の娘と婚約している。
恵美と交際していた2年前に日弁連会長の娘と交際しており、邪魔になった恵美に暴力を振るった末に崖から転落させて死に追いやっていた。その事実を久遠から吹き込まれた重藤にみなと西区にあるLPSビルの地下二階駐車場から拉致され、かつて恵美と訪れた真鶴渓谷のロッジで右大腿部を撃たれた末に射殺されそうになるが、ひかりが重藤の右肩を銃撃したことで阻止され、病院に搬送される。
重藤恵美〈26歳没〉
演 - 村上穂乃佳
重藤雄二の妹。1年半前に恋人の佐野とトレッキング中に崖から転落し死亡している。
死亡当時、佐野との子供を妊っていて彼からの堕胎要求を拒否したことで暴行を受け、逃げる途中で崖から転落し半日後に死亡した。遺体にも暴行や妊娠の痕跡など事件性を表す証拠が残されていたものの、福田によって隠蔽され、真相を見抜いた久遠の計画に利用されることになる。
鑑識
演 - 三宅健太
神奈川県警の鑑識課員。
VOL.09
三治広明（さんじ ひろあき）
演 - 平田広明
社会部記者。
松田綾子
演 - 筒井真理子
久遠の母・由紀子の母方の叔母。かつて学習塾を経営していた。川村由紀子、小野田則親、刈谷俊一、柏田亮、的場達也、湯田直人、横尾太一は教え子である。
VOL.10
佐藤真知子
演 - 佐藤真知子
リポーター。
上杉
演 - 三ツ矢雄二
横須賀フロントタワーの住民。マンション内に閉じ込められて出られない旨を110番通報した。
男性
演 - 春延朋也
横須賀フロントタワーの住民。エレベーターに閉じ込められていたところを救助された。
謎の女性
演 - 趣里
久遠からメールが送られた一般市民の一人で、取り残された男の子・佐々木智成の捜索へ向かった樋口と橘の様子を喫茶店でパソコンの画面越しに眺めていた。爆破テロ事件の最後に微笑を浮かべ悪意から爆弾の起爆キーを押した。その素性は謎に包まれている。
佐々木智成〈8〉
演 - 松本優翔
横須賀フロントタワー内で隠れんぼをしていた際に備品室でスチール棚が倒れて動けなくなっていたが、樋口によって無事救出された。

## スタッフ
- 原作 - 『Voice』（Studio Dragon Corporation & CJ ENM Corporation 製作）[2]
- 脚本 - 浜田秀哉
- 音楽 - ゲイリー芦屋
- 主題歌 - BLUE ENCOUNT（キューンミュージック）
  - 第1シリーズ - 「バッドパラドックス」[34]
  - 第2シリーズ - 「囮囚」[35]
- アクション監督
  - 第1シリーズ - 園村健介
  - 第2シリーズ - 森崎えいじ
- アクションコーディネーター - 田之上生海（第1シリーズ）
- 警察監修 - 石坂隆昌
- 医療・法医学監修 - 堀エリカ
- 制作協力 - AX-ON
- チーフプロデューサー
  - 第1シリーズ - 池田健司
  - 第2シリーズ - 三上絵里子
- プロデューサー
  - 第1シリーズ - 尾上貴洋、後藤庸介（AX-ON）
  - 第2シリーズ - 尾上貴洋、能瀬荘志、戸倉亮爾（AX-ON）
- 演出
  - 第1シリーズ - 大谷太郎、久保田充、後藤庸介
  - 第2シリーズ - 大谷太郎、久保田充、西村了（AX-ON）、茂山佳則（AX-ON）
- 製作著作 - 日本テレビ

## 放送日程
第1シリーズ
| 話数                                                                         | 放送日  | サブタイトル[36]                                                                       | ラテ欄[37]                                                    | 演出     | 視聴率[38] |
| ---------------------------------------------------------------------------- | ------- | -------------------------------------------------------------------------------------- | ------------------------------------------------------------- | -------- | ---------- |
| VOL.01                                                                       | 7月13日 | 制限時間内に命を救え! 決死のタイムリミットサスペンスが 幕を開ける…。                   | 主演唐沢寿明が暴れ 真木よう子叫ぶ! タイムリミットサスペンス   | 大谷太郎 | 12.6%      |
| VOL.02                                                                       | 7月20日 | 樋口をECUに呼び寄せた ひかりの真の目的とは!? ついにECUが始動する!                      | 間に合うのか主演唐沢寿明! 真木の聴力の秘密! 新たな誘拐事件が! | 大谷太郎 | 08.4%      |
| VOL.03                                                                       | 7月27日 | 事件に仕組まれた巧妙な罠が、 真相に迫る樋口とひかりを待ち受ける!                       | 嫉妬か怨恨か快楽か? 拉致された女性を救え!                     | 久保田充 | 10.7%      |
| VOL.04                                                                       | 8月03日 | 樋口とひかりの行く手に、 さらなる巨悪が待ち受けていた……!!                              | 主演唐沢寿明爆破! 真木よう子は生き埋め! 最後のトイレで何かが! | 久保田充 | 09.3%      |
| VOL.05                                                                       | 8月10日 | 被害者の生死を分ける クライシスタイムの戦いが始まる……!!                                | ママに殺される! 助けを求める6歳を救出せよ                     | 大谷太郎 | 11.9%      |
| VOL.06                                                                       | 8月17日 | 組織に巣食う悪を追う樋口とひかり、 その先に待つ衝撃の別れとは……!!                      | ついに真犯人の顔が明らかに! 裏切り者は誰だ                    | 後藤庸介 | 11.1%      |
| VOL.07                                                                       | 8月31日 | 狂気の殺人鬼に攪乱される捜査網! 亡き妻が抱えた"ある秘密"が 樋口を追い詰める……!!        | 最終章始動! 動き出す真犯人! あの人が餌食に                    | 久保田充 | 10.9%      |
| VOL.08                                                                       | 9月07日 | 集団行方不明の謎を追う樋口とひかり…… しかし、想定外の内通者の存在で ECUは解散の危機に! | ついに直接対決! 嘲笑う真犯人と内通者の正体                    | 後藤庸介 | 11.2%      |
| VOL.09                                                                       | 9月14日 | 雫を追い詰める証拠を探す樋口とひかりの陰で 石川の過去が明らかに……!?                    | 明らかになる内通者の正体! 嘲笑う殺人鬼の罠                    | 大谷太郎 | 10.4%      |
| VOL.10                                                                       | 9月21日 | ついに最終決戦の時! 殺人鬼・雫による悪夢の クライシスタイムが始まる…                   | ついに最終回! 死闘の果てに最後に笑うのは誰                    | 大谷太郎 | 12.9%      |
| 平均視聴率 10.9%（視聴率はビデオリサーチ調べ、関東地区・世帯・リアルタイム） |         |                                                                                        |                                                               |          |            |
- 放送時間はすべて22:00 - 22:54。なお、8月24日は『24時間テレビ42』の放送のために休止。

ボイスII 110緊急指令室
| 話数                                                                        | 放送日  | サブタイトル[39] | ラテ欄[37]                                               | 演出     | 視聴率[40] |
| --------------------------------------------------------------------------- | ------- | --- | -------------------------------------------------------- | -------- | ---------- |
| VOL.01                                                                      | 7月10日 | 「怖いよ、助けて…」 最凶最悪の敵による、 衝撃の『同時拉致事件』発生 決死のタイムリミットサスペンスが、 再び幕を開ける!          | 110緊急指令室再始動! 新たな敵とのタイムリミットが迫る    | 大谷太郎 | 11.3%      |
| VOL.02                                                                      | 7月17日 | 「ようこそ、こちら側に」 襲い来る、白塗りの男の罠! 大切な人を狙われた樋口とひかり、 そして石川が迫られる『選択』とは…!          | 白塗り男の新たな罠がECUを襲う! 家族の絆を取り戻せ!       | 大谷太郎 | 07.6%      |
| VOL.03                                                                      | 7月24日 | 「弟を助けて下さい」事件は終わっていなかった! 新たな被害者に迫る『ピエロ』の恐怖…。 試される家族の絆!                           | 狂ったピエロに狂犬デカの罰を! 幼い弟の愛の音が家族を救う | 久保田充 | 09.3%      |
| VOL.04                                                                      | 7月31日 | 「あいつを殺せてよかった」 浮上した内通者の存在、 暗躍する白塗りの男の恐怖の中、 ECU室員が『DV事件』の連鎖に巻き込まれる…!      | 白塗り男の狂気と女達の復讐を止めろ! ECUが救う犯人の心    | 久保田充 | 08.3%      |
| VOL.05                                                                      | 8月14日 | 「ここは、枯れた井戸の底だ」 ついに樋口を襲う、白塗りの男の魔の手! 絶体絶命の樋口、そして明かされる、 『ハマの狂犬』の真実とは! | 白塗り男の正体が明らかに! 井戸の底の罠 制限時間は1時間   | 大谷太郎 | 09.6%      |
| VOL.06                                                                      | 8月28日 | 「血まみれの少女に襲われた!!」 心霊生配信中に事件発生! 加害者は亡くなったはずの少女!? 白塗りの男と樋口の関係が、解き明かされる! | 生配信中の110 犯人は女の霊!? 壊れかけた心と相棒を救え    | 大谷太郎 | 09.0%      |
| VOL.07                                                                      | 9月04日 | 「マル被は、石川巡査部長」 石川が殺人事件の容疑者に!? 逃亡する石川を追う樋口! 窮地の石川が見た、衝撃の真実とは!                 | 相棒は殺人犯!? 悲しいコード0と白塗り男のありえないご褒美 | 西村了   | 08.6%      |
| VOL.08                                                                      | 9月11日 | 「重藤雄二は生きていた！」 俺が奴を殺す。 ひかりの前に現れた、変わり果てたその姿とは…! そして、石川の運命は如何に。             | 白塗り男の110番! 射貫かれた相棒と蘇った男の悲しい叫び!   | 大谷太郎 | 09.4%      |
| VOL.09                                                                      | 9月18日 | 「あの時、生まれたのが、私だ」 ついに、白塗り男・久遠京介の『過去』と『目的』が明らかに! 樋口の反撃が始まる!                    | 悲しい過去と歪んだ愛… 怪物を産んだ憎しみが絶やせない炎!  | 西村了   | 07.9%      |
| VOL.10                                                                      | 9月25日 | 「高層マンションに108個の爆弾を仕掛けた…!!」 白塗り男・久遠京介が最後に仕掛ける最凶最悪の事件、勃発! 樋口彰吾の『選択』とは。   | 仕掛けられた白塗り男最後の罠! 108の爆弾から人々を救え    | 大谷太郎 | 07.7%      |
| 平均視聴率 8.9%（視聴率はビデオリサーチ調べ、関東地区・世帯・リアルタイム） |         | |                                                          |          |            |
- 第2話は『キリンチャレンジカップ2021 U-24日本vsU-24スペイン』（19時 - 21時24分）の放送のために30分繰り下げ、22時30分 - 23時24分に放送。
- 8月7日は『東京オリンピック2020』（6時30分 - 23時）の放送のために休止。
- 8月21日は『24時間テレビ44「愛は地球を救う」 想い〜世界はきっと変わる。』（18時30分 - 翌20時54分）の放送のために休止。

## 映像配信

### 本編
動画配信サービス「日テレ TADA」「TVer」「GYAO!」にて最新話を放送後より1週間無料配信した。
民放公式ポータル「TVer」におけるドラマ全10話分の再生数は622万となり、2019年7-9月期で第9位にランクインした。
動画配信サービス「Hulu」にて配信された分 は、2020年3月6日から3月31日まで新型コロナウィルスの感染拡大防止に伴う小中高の休校要請を受けて自宅で過ごすことになった学生向けに、無料公開が実施された。

### Huluオリジナルストーリー

#### Call Back
本編終了後に、終了後から1か月後のひかりと石川を襲う新たな事件を描く『ボイス 110緊急指令室 Call Back』がHuluで独占配信される。
2020年2月29日深夜（3月1日未明）には、『Hulu傑作シアター』（関東ローカル）枠にて、地上波で放送された。
オリジナルストーリーの配信も、2020年3月6日から3月31日まで新型コロナウイルスの感染拡大防止に伴う小中高の休校要請を受けて自宅で過ごすこととなった学生向けに、無料公開が実施された。
キャスト
- 真木よう子、増田貴久、田村健太郎、安井順平、武田梨奈、橋本淳、おかやまはじめ

スタッフ
- 原作 - 『Voice』（Studio Dragon Corporation & CJ ENM Corporation 製作）
- 脚本 - 渡邉真子
- 音楽 - ゲイリー芦屋
- チーフプロデューサー - 池田健司
- プロデューサー - 尾上貴洋、戸倉亮爾（AX-ON）
- 演出 - 久保田充
- 制作協力 - AX-ON
- 製作著作 - 日本テレビ

#### LAST CALL
シーズン2の本編終了後（9月25日）から、『ボイスII 110緊急指令室 LAST CALL』のタイトルで、2019年7月期に放送された「ボイス」と「ボイスII 110緊急指令室」をつなぐ物語が配信。警察を辞職する決意をした透が、再び警察官として歩み始めるきっかけとなった事件を描く。今作では透に加え、前作のキャラクターが登場予定。
キャスト
- 増田貴久、真木よう子 ほか

スタッフ
- 同上

## 関連商品
Blu-ray・DVD
- ドラマ「ボイス 110緊急指令室」Blu-ray BOX：2020年3月4日発売、バップ、ディスク6枚、品番：VPXX-71782
- ドラマ「ボイス 110緊急指令室」DVD-BOX：2020年3月4日発売、バップ、ディスク6枚、品番：VPBX-14803

サウンドトラック
- ドラマ「ボイス 110緊急指令室」オリジナル・サウンドトラック：2019年8月28日発売、バップ、品番：VPCD-86285